# Fortunato Calcagno
Fortunato Calcagno (Ramacca, 9 luglio 1900 – Catania, 31 marzo 1966) è stato un politico italiano, deputato della I legislatura della Repubblica Italiana con la Democrazia Cristiana.

## Biografia
Nato a Ramacca nel 1900, si laurea in giurisprudenza all’Università di Catania e consegue successivamente l'abilitazione forense. Collaboratore dell'Azione Cattolica, fu per sette anni, dal 1919 al 1925, segretario politico del Partito Popolare di Don Luigi Sturzo. Successivamente eletto podestà di Ramacca, ha partecipato alla seconda guerra mondiale col grado di tenente di artiglieria.
Nel dopoguerra fu promotore della costituzione dell'Ente siciliano di elettricità che si concretizzerà nel 1947; ne fu vicepresidente e consigliere delegato.
Eletto nella prima legislatura, ha rappresentato la Democrazia Cristiana nella Camera dei deputati. Presidente dell’Editoriale Siciliana, nell’ottobre del 1950, una cordata di imprenditori catanesi da egli capeggiata rileva il Corriere di Sicilia, giornale fondato nel 1943 dall’ex sindaco di Catania Carlo Ardizzoni e dal giornalista antifascista Giuseppe Longhitano. L'acquisto del quotidiano da parte di Calcagno, che funse da direttore, ne determinò l'entrata nell'orbita politica democristiana.